# Sabphora holonbairuna
Sabphora holonbairuna är en insektsart som beskrevs av Matsumura 1942. Sabphora holonbairuna ingår i släktet Sabphora och familjen spottstritar. Inga underarter finns listade i Catalogue of Life.